# Elgonina infuscata
Elgonina infuscata är en tvåvingeart som beskrevs av Amnon Freidberg och Merz 2006. Elgonina infuscata ingår i släktet Elgonina och familjen borrflugor.
Artens utbredningsområde är Kenya. Inga underarter finns listade i Catalogue of Life.